# My Life Me – Mein Leben und ich
My Life Me – Mein Leben und ich (Originaltitel: 3 et Moi) ist eine franko-kanadische Zeichentrickserie, die zwischen 2009 und 2010 produziert wurde.

## Handlung
Die Schüler Birch, Sandra, Ricki und Liam sind 13 Jahre alt und gehen in die gleiche Klasse der Cosmo Highschool. Der Unterricht findet hier in Gruppen, sogenannten „Quats“ statt. Trotz ihrer viele Unterschiede bilden sie eine Lerngemeinschaft und helfen sich gegenseitig. Auch in ihrer Freizeit kommen sie sich zusammen um gemeinsam unterschiedliche Dinge zu erleben. Jeder hat dabei eine besondere Eigenschaft. So ist Birch die Malerin, Sandra die beste Skaterin der Schule, Ricki der coolste Junge der Schule und Mädchenschwarm und Liam Birchs Cousin, der sich einbildet cool zu sein.

## Produktion und Veröffentlichung
Die Serie wurde zwischen 2009 und 2010 von Carpe Diem Film & TV in Kanada produziert. Dabei sind 52 Folgen bzw. 26 Doppelfolgen entstanden.
Erstmals wurde die Serie am 19. September 2010 auf Teletoon, France 2 und Canal J ausgestrahlt. Die deutsche Erstausstrahlung fand am 15. Juni 2011 auf KiKA statt.

## Synchronisation
Die deutschsprachige Synchronisation entstand nach die Dialogbücher von Jill Böttcher, Stefan Wellner und Manja Condrus sowie unter der Dialogregie von Sebastian Schulz durch die Synchronfirma Lavendelfilm GmbH.
| Rolle                                | Originalsprecher               | deutscher Sprecher  |
| ------------------------------------ | ------------------------------ | ------------------- |
| Birch Small (im Original: Béa Petit) | Claudia Laurie Corbeil         | Marie-Luise Schramm |
| Liam Coll                            | Nicolas Charbonneaux-Collombet | Michael Wiesner     |
| Lulu (im Original: Raffi)            | Emile Mailhiot                 | Josephine Schmidt   |
| Sandra le Blanc                      | Emilie Bibeau                  | Michelle Winter     |
| Ricki                                |                                | Filipe Pirl         |

## Episodenliste
| Folge | deutscher Titel            | deutsche Erstausstrahlung | Originaltitel                       |
| 1     | Der heimliche Verehrer     | 15.06.2011                | Misconcepted Deceptions             |
| 2     | Das Quiz Quat              | 15.06.2011                | Reach for the Pod                   |
| 3     | Der Kunstwettbewerb        | 19.09.2011                | Big Man on Canvas                   |
| 4     | Mit spitzer Feder          | 15.10.2013                | The Pencil Assassin                 |
| 5     | Liam mal anders            | 16.06.2011                | The Makeover                        |
| 6     | Pompon Sandra              | 12.07.2011                | The Pom-Pom Girl                    |
| 7     | Garantiert kopiert         | 13.07.2011                | Unreasonable Facsimiles             |
| 8     | Astro Birch                | 16.06.2011                | Planets Maligned                    |
| 9     | Liams Geheimnis            | 20.06.2011                | The Big Flap                        |
| 10    | Findet Neko                | 20.06.2011                | Finding Neko                        |
| 11    | Ricki der Hauptgewinn      | 23.09.2011                | The Raffi Raffle                    |
| 12    | Birchs heimlicher Verehrer | 12.11.2013                | Crushed                             |
| 13    | Freitag der 13.            | 21.06.2011                | Friday the 13th                     |
| 14    | Reine Chefsache            | 21.06.2011                | Bossman’s Blues                     |
| 15    | Birchs Burger              | 27.09.2011                | Birch’s Beef                        |
| 16    | Wenn zwei sich streiten …  | 21.10.2013                | A fine Balance                      |
| 17    | Fans                       | 22.06.2011                | Liam the Hero                       |
| 18    | (K)einer für alle          | 14.11.2013                | True Colors                         |
| 19    | Amor auf Erden             | 29.09.2011                | Love Lessons                        |
| 20    | Der Wahl-Krampf            | 22.06.2011                | Miss President                      |
| 21    | In schlechter Gesellschaft | 23.06.2011                | Bad Company                         |
| 22    | Liam außer Rand und Band   | 23.10.2013                | Manga Slam                          |
| 23    | Sie beobachten uns         | 03.10.2011                | They’re Watching Us                 |
| 24    | Liam der Star              | 18.11.2013                | The Mascot                          |
| 25    | Schenken macht echt Spaß   | 27.06.2011                | Holiday Hijinx                      |
| 26    | Die arme Sandra            | 27.06.2011                | Rope Burn                           |
| 27    | Pannenfilm mit Filmpannen  | 05.10.2011                | There’s no Business                 |
| 28    | Kleine Birch ganz groß     | 25.10.2013                | Growing Pains                       |
| 29    | Manga Chaos                | 28.06.2011                | Comic Chaos                         |
| 30    | (K)ein Job für Birch       | 20.11.2013                | Working Stiff                       |
| 31    | Sternstunde                | 07.10.2011                | Starr-Stuck                         |
| 32    | Rollentausch               | 28.06.2011                | The Big Switch                      |
| 33    | Ein Bett für Ricki         | 29.06.2011                | A Bed for Raffi!                    |
| 34    | Zurück in die Steinzeit    | 29.10.2013                | Back to the Stone Age               |
| 35    | Die Kostümparty            | 11.10.2011                | The Costume Party                   |
| 36    | Verraten und verkauft      | 22.11.2013                | Inegrity Insmegrity                 |
| 37    | Alle lieben Liam           | 30.06.2011                | Making a Mountain Out of a Molehill |
| 38    | Jetzt kommt Liam           | 30.06.2011                | Here’s Liam                         |
| 39    | Tagebuch-Alarm             | 13.10.2011                | The Diary                           |
| 40    | Weibliche Intuition        | 31.10.2013                | Raffi’s Secret Love                 |
| 41    | Das Skater-Rennen          | 04.07.2011                | Skate Club                          |
| 42    | Ping Pong                  | 04.07.2011                | Pinged and Ponged                   |
| 43    | Die Liebeskrankheit        | 17.10.2011                | Love is in the Air                  |
| 44    | Tony fliegt auf            | 04.07.2011                | Cyranette                           |
| 45    | Der Babysitter-Schreck     | 05.07.2011                | Liam and the Kid’s big Day out      |
| 46    | Schlechte Angewohnheiten   | 04.11.2013                | Cut out the Sarcasm                 |
| 47    | Der Stammbaum              | 19.10.2011                | Family Tree                         |
| 48    | Einsatz für Super-Ricki    | 05.07.2011                | Just Say Nooo                       |
| 49    | Keiner für alle            | 06.07.2011                | At Odds with the Pod                |
| 50    | Das Widerstands-Quat       | 06.07.2011                | Accept no Substitutes               |
| 51    | Das Fisch-Fiasko           | 21.10.2011                | Fish Fiasco                         |
| 52    | Unter Verdacht             | 06.11.2013                | Birch’s Trial                       |